# Хастерт, Деннис
Джон Деннис Хастерт (англ. John Dennis Hastert; род. 2 января 1942, Орора, Иллинойс) — американский политический и государственный деятель; бывший спикер Палаты представителей Конгресса США, занимавший этот пост с 1999 по 2007 год, представитель Республиканской партии. Был членом Палаты с 1986 по 2007 год, до этого в 1980—1986 годах был членом Палаты представителей штата Иллинойс.

## Биография
Джон Деннис Хастерт (John Dennis Hastert) родился 2 января 1942 года в городе Аврора (Орора), штат Иллинойс.
В 1964 году получил степень бакалавра в Уитонском колледже, где изучал экономику. В 1967 году окончил Университет Северного Иллинойса со степенью магистра по специальности «философия образования».
В течение 16 лет работал учителем в средней школе города Йорквилл в штате Иллинойс, преподавал две дисциплины: историю и политический строй. Одновременно тренировал школьные команды по борьбе и футболу. В 1976 году за успехи на этом поприще штат Иллинойс присвоил Хастерту звание тренера года.
С 1980 по 1986 год был членом палаты представителей штата Иллинойс, выступал с законодательными инициативами в области защиты прав детей, реформ налогообложения собственности, развития образования и экономики.
В 1986 году Хастерт был избран членом Палаты представителей Конгресса США. С 1994 года занимал пост первого заместителя партийного организатора.
В 1999 году стал спикером Палаты представителей. Заняв этот пост, выступил за парламентское сотрудничество между республиканцами и демократами и огласил «программу здравого смысла», которая включала снижение налогов, развитие системы образования, социальной защиты и здравоохранения, а также укрепление национальной обороны.
После победы республиканцев на промежуточных выборах в Конгресс в 2004 году Хастерт вновь призвал демократов к сотрудничеству, однако этот призыв был встречен без энтузиазма. Период председательства Хастерта в нижней палате Конгресса ознаменовался значительным обострением межпартийного противостояния. Так, Хастерт стал первым спикером, открыто провозгласившим неформальное «правило Хастерта», в результате которого конгрессмены из партии большинства не могут поддержать законопроекты партии меньшинства, если только их не поддерживает большинство их собственной фракции.
В 2006 году Хастерт оказался замешан в коррупционном скандале вокруг лоббиста Джека Абрамоффа. Кроме того, Хастерта подозревали в злоупотреблении должностными полномочиями ради личной коммерческой выгоды.
По результатам промежуточных выборов 7 ноября 2006 года контроль над обеими палатами американского Конгресса получила Демократическая партия. Хастерт отказался от претензий на пост лидера меньшинства в Палате представителей нового созыва, которая начинала работу в январе 2007 года. На посту спикера Палаты Хастерта 4 января сменила демократ Нэнси Пелоси. Отмечалось, что Хастерт, исполнявший обязанности спикера Палаты представителей в течение более семи лет, занимал этот пост дольше, чем какой-либо другой представитель Республиканской партии.
В августе 2007 года Хастерт объявил о своем намерении завершить карьеру конгрессмена, в ноябре того же года он досрочно оставил свой пост в Палате представителей.
Хастерт женат, у него двое сыновей.